# Милликен, Уильям (губернатор)
Уильям Гроун Милликен (англ. William Grawn Milliken; 26 марта 1922, Траверс-Сити, Мичиган — 18 октября 2019, там же) — американский политик и бизнесмен, 44-й губернатор Мичигана (1969—1983), 54-й вице-губернатор Мичигана (1965—1969).

## Биография
Уильям Милликен родился 26 марта (по другим данным, 16 марта) 1922 года в Траверс-Сити (штат Мичиган) в семье Джеймса Такера Милликена и Хильдегарды Милликен, урождённой Гроун (Hildegarde Milliken, née Grawn). Уильям был вторым ребёнком в семье. Джеймс Такер Милликен, отец Уильяма, в 1941—1950 годах был сенатором штата Мичиган. Хильдегарда Милликен, мать Уильяма, была членом школьного совета города Траверс-Сити.
Окончив школу, в 1940 году Уильям Милликен поступил в Йельский университет. Не окончив обучение, в 1943 году он вступил в ряды Военно-воздушных сил Армии США, а с июня 1944 года участвовал в боевых действиях Второй мировой войны. Во время действий в Европе служил воздушным стрелком тяжёлого бомбардировщика B-24, участвовал в 50 боях, был ранен над Веной, несколько раз чудом избежал смерти. За боевые заслуги был награждён «Воздушной медалью» (c двумя дубовыми листьями) и медалью «Пурпурное сердце».
В сентябре 1945 года воинская служба Милликена завершилась, и он продолжил обучение в Йельском университете, окончив его в 1946 году. 20 октября 1945 года Милликен женился на Хелен Уоллбэнк (Helen Wallbank). Они поселились в Траверс-Сити, в 1946 году у них родился сын Уильям-младший, а в 1948 году — дочь Элейн.
Уильям Милликен стал президентом кампании «J.W. Milliken, Inc.», которой принадлежал ряд универмагов в Мичигане. Эта кампания была создана дедом Уильяма, Джеймсом Уилоком Милликеном, который, как и отец, занимался не только бизнесом, но и политикой, и был сенатором Мичигана в 1897—1900 годах.
Политическая карьера Уильяма Милликена началась в 1947 году, когда губернатор Мичигана Ким Сиглер назначил его членом Комиссии по водным путям Мичигана (англ. Michigan Waterways Commission). В 1960 году Милликен был избран сенатором Мичигана. На проходивших в ноябре 1964 года выборах губернатора Мичигана кандидатом от республиканской партии был действующий губернатор Джордж Ромни, а Милликен претендовал на пост вице-губернатора. Ромни и Милликену удалось одержать верх над соперниками из демократической партии, и 1 января 1965 года Милликен вступил в должность вице-губернатора штата. Ромни и Милликен сохранили свои должности и на губернаторских выборах 1966 года.
22 января 1969 года Джордж Ромни оставил пост губернатора Мичигана, приняв предложение президента США Ричарда Никсона занять в его кабинете пост министра жилищного строительства и городского развития США. В результате Уильям Милликен стал 44-м губернатором Мичигана. После этого Милликен ещё три раза побеждал на губернаторских выборах, которые проходили каждые четыре года — в 1970, 1974 и 1978 годах. В результате он проработал губернатором штата почти 14 лет, с 22 января 1969 года по 1 января 1983 года, — самый долгий срок нахождения в должности губернатора за всю историю Мичигана. В 1977—1978 годах Милликен был председателем Национальной ассоциации губернаторов. В губернаторских выборах 1982 года он не участвовал, объявив об этом решении 22 декабря 1981 года.
Уильям Милликен скончался 18 октября 2019 года в своём доме в Траверс-Сити.

## Память
В честь Уильяма Милликена названы открывшиеся в 2009 году парк штата и гавань (англ. William G. Milliken State Park and Harbor), расположенные в Детройте.
В 2006 году была издана биография Милликена под названием William G. Milliken: Michigan's Passionate Moderate («Уильям Милликен: страстный умеренный из Мичигана», 291 с., издательство University of Michigan Press, автор Dave Dempsey, ISBN 978-0472115457).